# كفار فاربورغ
كفار فاربورغ عبرية: כפר ורבורג هو موشاف كبير في وسط إسرائيل. يقع قرب كريات ملاخي ولديه 98 مزرعة تغطي مساحة 6,000 دونم، ويتبع لمجلس بير توفيا الإقليمي. في عام 2014 بلغ عدد سكانه 1,067 نسمة.
أقيمت كفار فاربورغ على أراضي قرية قسطينة الفلسطينية. تأسس في 31 أكتوبر 1939 على يد أعضاء منظمة مناحم.